# Cretomydas santanensis
Cretomydas santanensis is een vliegensoort uit de familie Mydidae. De wetenschappelijke naam van de soort is voor het eerst geldig gepubliceerd in 2007 door Willkommen.
De soort komt voor in Brazilië.